# With the Music I Die
Singles
1. Dirty Talk
Sortie : 17 février 2010
2. Til Death
Sortie : 15 avril 2011
3. Buy My Love
Sortie : 22 août 2011
4. Still Getting Younger
Sortie : 1er juin 2012

With the Music I Die est le premier album studio de la chanteuse américaine Wynter Gordon. Il est sorti le 17 juin 2011 en Australie.

## Liste des pistes
| 1.  | Til Death (Denzal Park Radio Edit)  | Diana Gordon, Tom Neville, Colleen Fitzpatrick                       | Tom Neville, Denzal Park     | 2:59 |
| 2.  | Dirty Talk                          | Gordon, Michael Caren, Nicole Morier, Gregory Ferguson, Norman White | Gregory Ferguson             | 3:17 |
| 3.  | Don't Stop Me                       | Gordon, Warren Felder                                                | Oak                          | 3:37 |
| 4.  | Buy My Love                         | Gordon, Axwell, Morier                                               | Axwell                       | 3:09 |
| 5.  | Still Getting Younger               | Gordon, Nick Littlemore, Peter Mayes                                 | Pnau                         | 3:44 |
| 6.  | Drunk on Your Love                  | Fredrik Rogberg, Miriam Nervo, Olivia Nervo, Saska Becker            | Tom Neville                  | 3:26 |
| 7.  | All My Life                         | James Abrahart, Gordon                                               | Djibril Kagni, Jordan Houyez | 3:36 |
| 8.  | Rumba (avec Kevin McCall)           | Gordon, Kevin McCall, Andreas Klingberg, Kristjan Dogar              | GhostTrack, Ace of Bass      | 2:53 |
| 9.  | Back to You                         | Gordon, Dernst Emile II                                              | D'Mile                       | 3:01 |
| 10. | In the Morning (avec Robbie Rivera) | Gordon, Robbie Rivera                                                | Rivera                       | 4:04 |

| 11. | Right Here (Famties Remix)      | Gordon, Mysto & Pizzi | Mysto & Pizzi, Famties | 3:36 |
| 12. | Renegade (avec Static Revenger) | Gordon, Dennis White  | Static Revenger        | 4:18 |

## Classements des ventes
| Hit-parade (2011)             | Meilleure position | Temps dans le classement |
| ----------------------------- | ------------------ | ------------------------ |
| Australian Albums Chart       | 25                 | 3 semaines               |
| Australian Dance Albums Chart | 4                  |                          |

## Historique des sorties
| Pays      | Date         | Format                       | Label        |
| --------- | ------------ | ---------------------------- | ------------ |
| Australie | 17 juin 2011 | CD, téléchargement numérique | Warner Music |